# Kristián Filip z Clam-Gallasu
Kristián Filip z Clam-Gallasu, původně Kristián Filip Clam (německy Christian Phillip Clam-Gallas, 29. dubna 1748, Praha – 8. února 1805, Praha) byl český šlechtic z rodu Clam-Gallasů a mecenáš.

## Životopis
Kristián Filip Clam se narodil roku 1748 jako syn hraběte Jana Kryštofa z Clamu a jeho manželky Markéty Aloisie, rozené Colonnové z Felsu. Jeho strýcem byl Filip Josef z Gallasu, který byl nejvyšším dvorským sudím a nejvyšším hofmistrem Českého království a těšil se velké přízni u vídeňského dvora. Ten roku 1757 zemřel bez potomků, proto byla dědičkou ustavena jeho manželka Marie Anna, hraběnka z Gallasu s tím, že po její smrti (zemřela roku 1759) přejde majetek, erb i jméno na syna její sestry Aloisie z Clamu, jímž byl Kristián Filip. Další podmínkou bylo, že Kristián Filip a všichni jeho potomci ke svému jménu připojí i jméno Gallas.
Kristián Filip byl po smrti své matky v letech 1757–1759 vychováván svou tetou Marií Annou, sestrou své matky a vdovou po svém strýci Filipu Josefu Gallasovi. Když ta zemřela, poručnictví za něj i za jeho bratra, Karla Leopolda, rovněž pojatého do dědictví, převzal otec obou bratrů, Jan Kryštof Clam, který spravoval gallasovská panství až do zletilosti Kristiána Filipa roku 1770. Roku 1768 bylo císařovnou Marií Terezií potvrzeno spojení obou rodů a vznikla tak rodová větev Clam-Gallasů.
Kristián Filip pokračoval v rodinné tradici úřednické kariéry ve vídeňské dvorské službě. Byl postupně královským komořím tří císařů a za své zásluhy byl povýšen na rytíře řádu svatého Štěpána. Vynikal také jako podporovatel průmyslu, stavební činnosti, kultury a umění. Mezi jeho přátele a návštěvníky pražského salónu patřili například manželé František Xaver a Josefína Duškovi, v jeho pražském paláci se hrálo divadlo a koncertovali tam například roku 1786 Wolfgang Amadeus Mozart a roku 1796 mladý Ludwig van Beethoven. Podporoval též sklářské a textilní podnikání a zahájil přeměnu starého dřevěného Liberce ve zděné průmyslové město, tyto aktivity plně rozvinul jeho syn Kristián Kryštof.

### Manželství a rodina
Kristián Filip z Clam-Gallasu se oženil s Karolínou Josefínou, rozenou hraběnkou Šporkovou (1752–1799). Z jejich manželství se narodilo šest dětí: 
- Kristián Kryštof (1771–1838), dědic rodového panství
- Karel Alois (* 1772)
- Ferdinand (* 1773)
- Marie Aloisie (1774–1831, manželka Vincence z Auerspergu)
- Fridrich Kryštof (1775–1832)
- Johanna (* 1778)

### Panství
Kristián Filip zdědil panství Frýdlant v Čechách, město Liberec, hrad Grabštejn, zámky Lemberk a Přemyšlení, v Praze a ve Vídni rodový Clam-Gallasův palác a v Košířích usedlost Klamovka, při níž dal vybudovat drobné romantické stavby a anglický park. Dále zakoupil panství Brodce, Luštěnice a Hrušov.
Zámek Lemberk roku 1793 zčásti stavebně upravil. na frýdlantském panství se zasloužil o založení lázní v Libverdě, objevil tam několik minerálních pramenů. První lázeňské budovy vznikly kolem roku 1760 a další přibyly po dvaceti letech. Ke konci 18. století Kristián Filip začal s budováním lázeňského parku v anglickém stylu. Následně zbudoval promenádu, divadlo a klasicistní zámeček s Clam-Gallasovským erbem ve štítu. V zámečku v letních měsících často pobýval.
Když roku 1805 Kristián Filip z Clam-Gallasu zemřel, zdědil jeho nemovitý majetek z větší části prvorozený syn Kristián Kryštof z Clam-Gallasu. Ten v rozvoji panství, zejména Liberce a Lázní Libverda dále pokračoval.

## Galerie

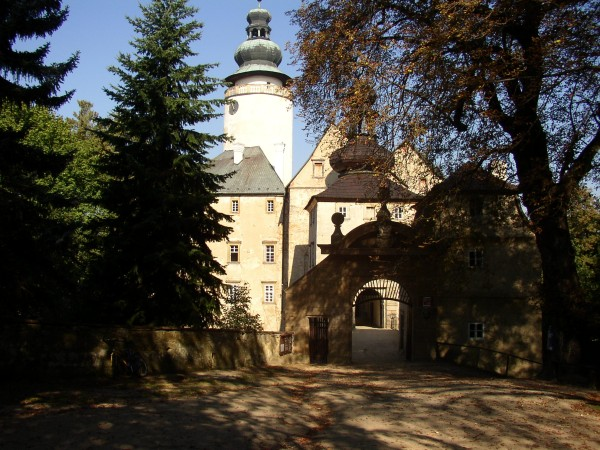
Zámek Lemberk
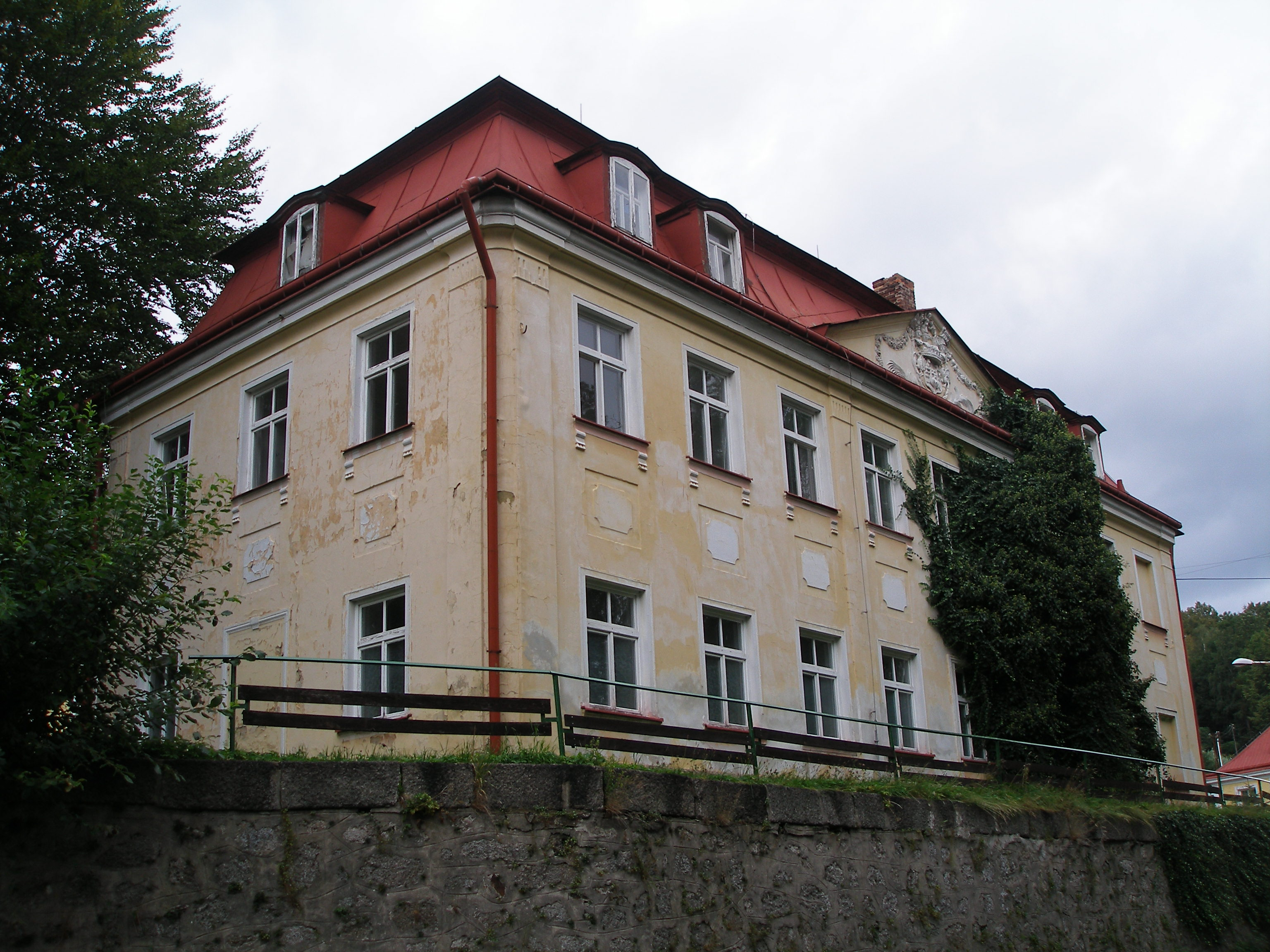
Zámeček Lázně Libverda
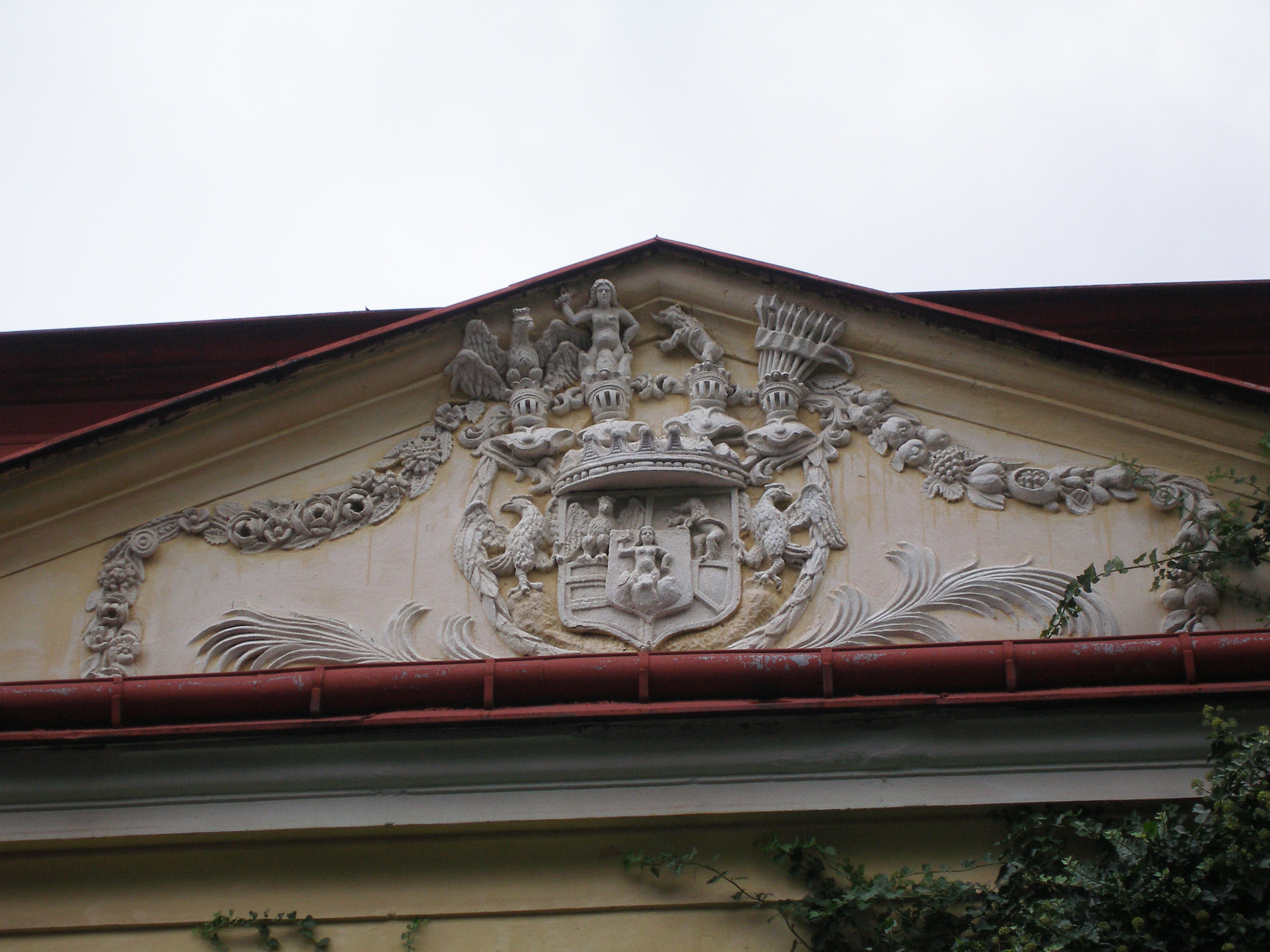
Detail frontonu libverdského zámečku s Clam-Gallasovským erbem
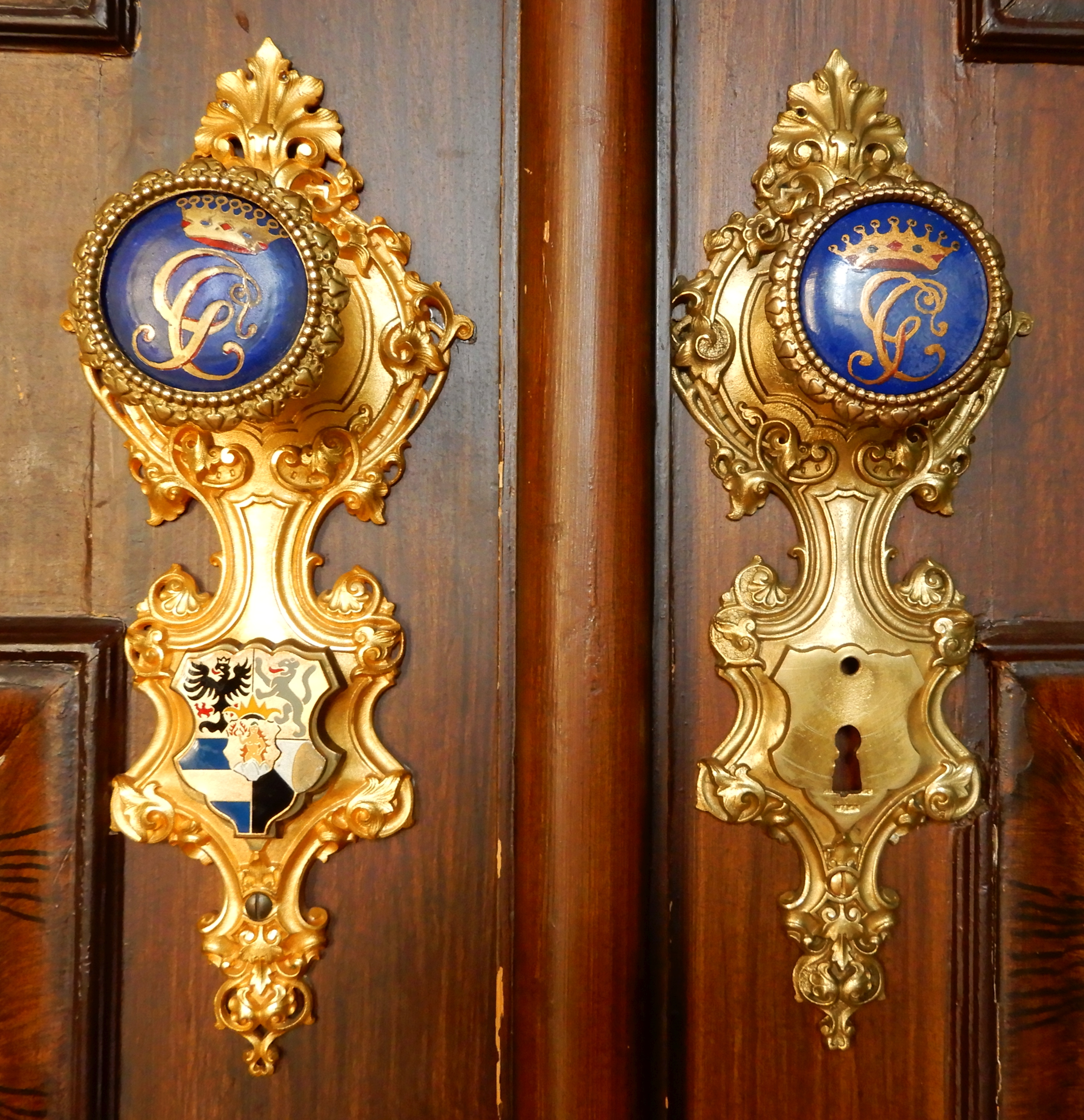
Emblém s erbem Kristiána Clam-Gallase, Clam-Gallasův palác Praha

## Příbuzenské vztahy
Modře jsou vyznačeni příslušníci rodu Gallasů, zeleně Clam-Gallasové.
|                                         |                                         | I. Kateřina Barbora z Martinic † 1667   | I. Kateřina Barbora z Martinic † 1667   | I. Kateřina Barbora z Martinic † 1667   | I. Kateřina Barbora z Martinic † 1667   | I. Kateřina Barbora z Martinic † 1667  | I. Kateřina Barbora z Martinic † 1667  |                                       |                                       | František Ferdinand z Gallasu 1635–1697 | František Ferdinand z Gallasu 1635–1697 | František Ferdinand z Gallasu 1635–1697     | František Ferdinand z Gallasu 1635–1697     | František Ferdinand z Gallasu 1635–1697     | František Ferdinand z Gallasu 1635–1697     |                                             |                                             |                                           |                                           |                                           |                                           | II. Johana Emerenciana z Gaschin-Rosenbergu † 1735 | II. Johana Emerenciana z Gaschin-Rosenbergu † 1735 | II. Johana Emerenciana z Gaschin-Rosenbergu † 1735 | II. Johana Emerenciana z Gaschin-Rosenbergu † 1735 | II. Johana Emerenciana z Gaschin-Rosenbergu † 1735 | II. Johana Emerenciana z Gaschin-Rosenbergu † 1735 |                                           |                                           |                                           |                                           |                                         |                                         |                                                |                                                |                                                  |                                                  |                                                  |                                                  |                                                  |                                                  |                                |                                |                                |                                |                                |                                |  |  |                                              |                                              |                                              |                                              |                                              |                                              |  |  |
|                                         |                                         | I. Kateřina Barbora z Martinic † 1667   | I. Kateřina Barbora z Martinic † 1667   | I. Kateřina Barbora z Martinic † 1667   | I. Kateřina Barbora z Martinic † 1667   | I. Kateřina Barbora z Martinic † 1667  | I. Kateřina Barbora z Martinic † 1667  |                                       |                                       | František Ferdinand z Gallasu 1635–1697 | František Ferdinand z Gallasu 1635–1697 | František Ferdinand z Gallasu 1635–1697     | František Ferdinand z Gallasu 1635–1697     | František Ferdinand z Gallasu 1635–1697     | František Ferdinand z Gallasu 1635–1697     |                                             |                                             |                                           |                                           |                                           |                                           | II. Johana Emerenciana z Gaschin-Rosenbergu † 1735 | II. Johana Emerenciana z Gaschin-Rosenbergu † 1735 | II. Johana Emerenciana z Gaschin-Rosenbergu † 1735 | II. Johana Emerenciana z Gaschin-Rosenbergu † 1735 | II. Johana Emerenciana z Gaschin-Rosenbergu † 1735 | II. Johana Emerenciana z Gaschin-Rosenbergu † 1735 |                                           |                                           |                                           |                                           |                                         |                                         |                                                |                                                |                                                  |                                                  |                                                  |                                                  |                                                  |                                                  |                                |                                |                                |                                |                                |                                |  |  |                                              |                                              |                                              |                                              |                                              |                                              |  |  |
|                                         |                                         |                                         |                                         |                                         |                                         |                                        |                                        |                                       |                                       |                                         |                                         |                                             |                                             |                                             |                                             |                                             |                                             |                                           |                                           |                                           |                                           |                                                    |                                                    |                                                    |                                                    |                                                    |                                                    |                                           |                                           |                                           |                                           |                                         |                                         |                                                |                                                |                                                  |                                                  |                                                  |                                                  |                                                  |                                                  |                                |                                |                                |                                |                                |                                |  |  |                                              |                                              |                                              |                                              |                                              |                                              |  |  |
|                                         |                                         |                                         |                                         |                                         |                                         |                                        |                                        |                                       |                                       |                                         |                                         |                                             |                                             |                                             |                                             |                                             |                                             |                                           |                                           |                                           |                                           |                                                    |                                                    |                                                    |                                                    |                                                    |                                                    |                                           |                                           |                                           |                                           |                                         |                                         |                                                |                                                |                                                  |                                                  |                                                  |                                                  |                                                  |                                                  |                                |                                |                                |                                |                                |                                |  |  |                                              |                                              |                                              |                                              |                                              |                                              |  |  |
|                                         |                                         | Rudolf z Gallasu 1678–1699              | Rudolf z Gallasu 1678–1699              | Rudolf z Gallasu 1678–1699              | Rudolf z Gallasu 1678–1699              | Rudolf z Gallasu 1678–1699             | Rudolf z Gallasu 1678–1699             |                                       |                                       | Johana Beatrix z Gallasu † 1716         | Johana Beatrix z Gallasu † 1716         | Johana Beatrix z Gallasu † 1716             | Johana Beatrix z Gallasu † 1716             | Johana Beatrix z Gallasu † 1716             | Johana Beatrix z Gallasu † 1716             |                                             |                                             |                                           |                                           |                                           |                                           | Karel Linhart Colonna z Felsu 1674–1716            | Karel Linhart Colonna z Felsu 1674–1716            | Karel Linhart Colonna z Felsu 1674–1716            | Karel Linhart Colonna z Felsu 1674–1716            | Karel Linhart Colonna z Felsu 1674–1716            | Karel Linhart Colonna z Felsu 1674–1716            |                                           |                                           | I. Marie Anna z Ditrichštejna 1681–1704   | I. Marie Anna z Ditrichštejna 1681–1704   | I. Marie Anna z Ditrichštejna 1681–1704 | I. Marie Anna z Ditrichštejna 1681–1704 | I. Marie Anna z Ditrichštejna 1681–1704        | I. Marie Anna z Ditrichštejna 1681–1704        |                                                  |                                                  |                                                  |                                                  |                                                  |                                                  | Jan Václav z Gallasu 1671–1719 | Jan Václav z Gallasu 1671–1719 | Jan Václav z Gallasu 1671–1719 | Jan Václav z Gallasu 1671–1719 | Jan Václav z Gallasu 1671–1719 | Jan Václav z Gallasu 1671–1719 |  |  | II. Marie Arnoštka z Ditrichštejna 1688–1745 | II. Marie Arnoštka z Ditrichštejna 1688–1745 | II. Marie Arnoštka z Ditrichštejna 1688–1745 | II. Marie Arnoštka z Ditrichštejna 1688–1745 | II. Marie Arnoštka z Ditrichštejna 1688–1745 | II. Marie Arnoštka z Ditrichštejna 1688–1745 |  |  |
|                                         |                                         | Rudolf z Gallasu 1678–1699              | Rudolf z Gallasu 1678–1699              | Rudolf z Gallasu 1678–1699              | Rudolf z Gallasu 1678–1699              | Rudolf z Gallasu 1678–1699             | Rudolf z Gallasu 1678–1699             |                                       |                                       | Johana Beatrix z Gallasu † 1716         | Johana Beatrix z Gallasu † 1716         | Johana Beatrix z Gallasu † 1716             | Johana Beatrix z Gallasu † 1716             | Johana Beatrix z Gallasu † 1716             | Johana Beatrix z Gallasu † 1716             |                                             |                                             |                                           |                                           |                                           |                                           | Karel Linhart Colonna z Felsu 1674–1716            | Karel Linhart Colonna z Felsu 1674–1716            | Karel Linhart Colonna z Felsu 1674–1716            | Karel Linhart Colonna z Felsu 1674–1716            | Karel Linhart Colonna z Felsu 1674–1716            | Karel Linhart Colonna z Felsu 1674–1716            |                                           |                                           | I. Marie Anna z Ditrichštejna 1681–1704   | I. Marie Anna z Ditrichštejna 1681–1704   | I. Marie Anna z Ditrichštejna 1681–1704 | I. Marie Anna z Ditrichštejna 1681–1704 | I. Marie Anna z Ditrichštejna 1681–1704        | I. Marie Anna z Ditrichštejna 1681–1704        |                                                  |                                                  |                                                  |                                                  |                                                  |                                                  | Jan Václav z Gallasu 1671–1719 | Jan Václav z Gallasu 1671–1719 | Jan Václav z Gallasu 1671–1719 | Jan Václav z Gallasu 1671–1719 | Jan Václav z Gallasu 1671–1719 | Jan Václav z Gallasu 1671–1719 |  |  | II. Marie Arnoštka z Ditrichštejna 1688–1745 | II. Marie Arnoštka z Ditrichštejna 1688–1745 | II. Marie Arnoštka z Ditrichštejna 1688–1745 | II. Marie Arnoštka z Ditrichštejna 1688–1745 | II. Marie Arnoštka z Ditrichštejna 1688–1745 | II. Marie Arnoštka z Ditrichštejna 1688–1745 |  |  |
|                                         |                                         |                                         |                                         |                                         |                                         |                                        |                                        |                                       |                                       |                                         |                                         |                                             |                                             |                                             |                                             |                                             |                                             |                                           |                                           |                                           |                                           |                                                    |                                                    |                                                    |                                                    |                                                    |                                                    |                                           |                                           |                                           |                                           |                                         |                                         |                                                |                                                |                                                  |                                                  |                                                  |                                                  |                                                  |                                                  |                                |                                |                                |                                |                                |                                |  |  |                                              |                                              |                                              |                                              |                                              |                                              |  |  |
|                                         |                                         |                                         |                                         |                                         |                                         |                                        |                                        |                                       |                                       |                                         |                                         |                                             |                                             |                                             |                                             |                                             |                                             |                                           |                                           |                                           |                                           |                                                    |                                                    |                                                    |                                                    |                                                    |                                                    |                                           |                                           |                                           |                                           |                                         |                                         |                                                |                                                |                                                  |                                                  |                                                  |                                                  |                                                  |                                                  |                                |                                |                                |                                |                                |                                |  |  |                                              |                                              |                                              |                                              |                                              |                                              |  |  |
| Jan Kryštof z Clamu 1702–1778           | Jan Kryštof z Clamu 1702–1778           | Jan Kryštof z Clamu 1702–1778           | Jan Kryštof z Clamu 1702–1778           | Jan Kryštof z Clamu 1702–1778           | Jan Kryštof z Clamu 1702–1778           |                                        |                                        |                                       |                                       |                                         |                                         | Markéta Aloisie Colonnová z Felsu 1714–1782 | Markéta Aloisie Colonnová z Felsu 1714–1782 | Markéta Aloisie Colonnová z Felsu 1714–1782 | Markéta Aloisie Colonnová z Felsu 1714–1782 | Markéta Aloisie Colonnová z Felsu 1714–1782 | Markéta Aloisie Colonnová z Felsu 1714–1782 |                                           |                                           |                                           |                                           |                                                    |                                                    |                                                    |                                                    |                                                    |                                                    | Marie Anna Colonnová z Felsu 1702–1759    | Marie Anna Colonnová z Felsu 1702–1759    | Marie Anna Colonnová z Felsu 1702–1759    | Marie Anna Colonnová z Felsu 1702–1759    | Marie Anna Colonnová z Felsu 1702–1759  | Marie Anna Colonnová z Felsu 1702–1759  |                                                |                                                | Filip Josef z Gallasu 1703–1757 ultimus familiae | Filip Josef z Gallasu 1703–1757 ultimus familiae | Filip Josef z Gallasu 1703–1757 ultimus familiae | Filip Josef z Gallasu 1703–1757 ultimus familiae | Filip Josef z Gallasu 1703–1757 ultimus familiae | Filip Josef z Gallasu 1703–1757 ultimus familiae |                                |                                |                                |                                |                                |                                |  |  |                                              |                                              |                                              |                                              |                                              |                                              |  |  |
| Jan Kryštof z Clamu 1702–1778           | Jan Kryštof z Clamu 1702–1778           | Jan Kryštof z Clamu 1702–1778           | Jan Kryštof z Clamu 1702–1778           | Jan Kryštof z Clamu 1702–1778           | Jan Kryštof z Clamu 1702–1778           |                                        |                                        |                                       |                                       |                                         |                                         | Markéta Aloisie Colonnová z Felsu 1714–1782 | Markéta Aloisie Colonnová z Felsu 1714–1782 | Markéta Aloisie Colonnová z Felsu 1714–1782 | Markéta Aloisie Colonnová z Felsu 1714–1782 | Markéta Aloisie Colonnová z Felsu 1714–1782 | Markéta Aloisie Colonnová z Felsu 1714–1782 |                                           |                                           |                                           |                                           |                                                    |                                                    |                                                    |                                                    |                                                    |                                                    | Marie Anna Colonnová z Felsu 1702–1759    | Marie Anna Colonnová z Felsu 1702–1759    | Marie Anna Colonnová z Felsu 1702–1759    | Marie Anna Colonnová z Felsu 1702–1759    | Marie Anna Colonnová z Felsu 1702–1759  | Marie Anna Colonnová z Felsu 1702–1759  |                                                |                                                | Filip Josef z Gallasu 1703–1757 ultimus familiae | Filip Josef z Gallasu 1703–1757 ultimus familiae | Filip Josef z Gallasu 1703–1757 ultimus familiae | Filip Josef z Gallasu 1703–1757 ultimus familiae | Filip Josef z Gallasu 1703–1757 ultimus familiae | Filip Josef z Gallasu 1703–1757 ultimus familiae |                                |                                |                                |                                |                                |                                |  |  |                                              |                                              |                                              |                                              |                                              |                                              |  |  |
|                                         |                                         |                                         |                                         |                                         |                                         |                                        |                                        |                                       |                                       |                                         |                                         |                                             |                                             |                                             |                                             |                                             |                                             |                                           |                                           |                                           |                                           |                                                    |                                                    |                                                    |                                                    |                                                    |                                                    |                                           |                                           |                                           |                                           |                                         |                                         |                                                |                                                |                                                  |                                                  |                                                  |                                                  |                                                  |                                                  |                                |                                |                                |                                |                                |                                |  |  |                                              |                                              |                                              |                                              |                                              |                                              |  |  |
|                                         |                                         |                                         |                                         |                                         |                                         |                                        |                                        |                                       |                                       |                                         |                                         |                                             |                                             |                                             |                                             |                                             |                                             |                                           |                                           |                                           |                                           |                                                    |                                                    |                                                    |                                                    |                                                    |                                                    |                                           |                                           |                                           |                                           |                                         |                                         |                                                |                                                |                                                  |                                                  |                                                  |                                                  |                                                  |                                                  |                                |                                |                                |                                |                                |                                |  |  |                                              |                                              |                                              |                                              |                                              |                                              |  |  |
| Kristián Filip z Clam-Gallasu 1748–1805 | Kristián Filip z Clam-Gallasu 1748–1805 | Kristián Filip z Clam-Gallasu 1748–1805 | Kristián Filip z Clam-Gallasu 1748–1805 | Kristián Filip z Clam-Gallasu 1748–1805 | Kristián Filip z Clam-Gallasu 1748–1805 |                                        |                                        | Karolína Josefína Sporcková 1752–1799 | Karolína Josefína Sporcková 1752–1799 | Karolína Josefína Sporcková 1752–1799   | Karolína Josefína Sporcková 1752–1799   | Karolína Josefína Sporcková 1752–1799       | Karolína Josefína Sporcková 1752–1799       |                                             |                                             |                                             |                                             | Karel Leopold z Clam-Gallasu 1755–1784    | Karel Leopold z Clam-Gallasu 1755–1784    | Karel Leopold z Clam-Gallasu 1755–1784    | Karel Leopold z Clam-Gallasu 1755–1784    | Karel Leopold z Clam-Gallasu 1755–1784             | Karel Leopold z Clam-Gallasu 1755–1784             |                                                    |                                                    | Antonie Skrbenská z Hříště 1757–1783               | Antonie Skrbenská z Hříště 1757–1783               | Antonie Skrbenská z Hříště 1757–1783      | Antonie Skrbenská z Hříště 1757–1783      | Antonie Skrbenská z Hříště 1757–1783      | Antonie Skrbenská z Hříště 1757–1783      |                                         |                                         |                                                |                                                |                                                  |                                                  |                                                  |                                                  |                                                  |                                                  |                                |                                |                                |                                |                                |                                |  |  |                                              |                                              |                                              |                                              |                                              |                                              |  |  |
| Kristián Filip z Clam-Gallasu 1748–1805 | Kristián Filip z Clam-Gallasu 1748–1805 | Kristián Filip z Clam-Gallasu 1748–1805 | Kristián Filip z Clam-Gallasu 1748–1805 | Kristián Filip z Clam-Gallasu 1748–1805 | Kristián Filip z Clam-Gallasu 1748–1805 |                                        |                                        | Karolína Josefína Sporcková 1752–1799 | Karolína Josefína Sporcková 1752–1799 | Karolína Josefína Sporcková 1752–1799   | Karolína Josefína Sporcková 1752–1799   | Karolína Josefína Sporcková 1752–1799       | Karolína Josefína Sporcková 1752–1799       |                                             |                                             |                                             |                                             | Karel Leopold z Clam-Gallasu 1755–1784    | Karel Leopold z Clam-Gallasu 1755–1784    | Karel Leopold z Clam-Gallasu 1755–1784    | Karel Leopold z Clam-Gallasu 1755–1784    | Karel Leopold z Clam-Gallasu 1755–1784             | Karel Leopold z Clam-Gallasu 1755–1784             |                                                    |                                                    | Antonie Skrbenská z Hříště 1757–1783               | Antonie Skrbenská z Hříště 1757–1783               | Antonie Skrbenská z Hříště 1757–1783      | Antonie Skrbenská z Hříště 1757–1783      | Antonie Skrbenská z Hříště 1757–1783      | Antonie Skrbenská z Hříště 1757–1783      |                                         |                                         |                                                |                                                |                                                  |                                                  |                                                  |                                                  |                                                  |                                                  |                                |                                |                                |                                |                                |                                |  |  |                                              |                                              |                                              |                                              |                                              |                                              |  |  |
|                                         |                                         |                                         |                                         |                                         |                                         |                                        |                                        |                                       |                                       |                                         |                                         |                                             |                                             |                                             |                                             |                                             |                                             |                                           |                                           |                                           |                                           |                                                    |                                                    |                                                    |                                                    |                                                    |                                                    |                                           |                                           |                                           |                                           |                                         |                                         |                                                |                                                |                                                  |                                                  |                                                  |                                                  |                                                  |                                                  |                                |                                |                                |                                |                                |                                |  |  |                                              |                                              |                                              |                                              |                                              |                                              |  |  |
|                                         |                                         |                                         |                                         |                                         |                                         |                                        |                                        |                                       |                                       |                                         |                                         |                                             |                                             |                                             |                                             |                                             |                                             |                                           |                                           |                                           |                                           |                                                    |                                                    |                                                    |                                                    |                                                    |                                                    |                                           |                                           |                                           |                                           |                                         |                                         |                                                |                                                |                                                  |                                                  |                                                  |                                                  |                                                  |                                                  |                                |                                |                                |                                |                                |                                |  |  |                                              |                                              |                                              |                                              |                                              |                                              |  |  |
|                                         |                                         | Marie Aloisie z Clam-Gallasu 1774–1831  | Marie Aloisie z Clam-Gallasu 1774–1831  | Marie Aloisie z Clam-Gallasu 1774–1831  | Marie Aloisie z Clam-Gallasu 1774–1831  | Marie Aloisie z Clam-Gallasu 1774–1831 | Marie Aloisie z Clam-Gallasu 1774–1831 |                                       |                                       | Vincenc z Auerspergu 1763–1833          | Vincenc z Auerspergu 1763–1833          | Vincenc z Auerspergu 1763–1833              | Vincenc z Auerspergu 1763–1833              | Vincenc z Auerspergu 1763–1833              | Vincenc z Auerspergu 1763–1833              |                                             |                                             | Fridrich Kryštof z Clam-Gallasu 1775–1832 | Fridrich Kryštof z Clam-Gallasu 1775–1832 | Fridrich Kryštof z Clam-Gallasu 1775–1832 | Fridrich Kryštof z Clam-Gallasu 1775–1832 | Fridrich Kryštof z Clam-Gallasu 1775–1832          | Fridrich Kryštof z Clam-Gallasu 1775–1832          |                                                    |                                                    | Kristián Kryštof z Clam-Gallasu 1771–1838          | Kristián Kryštof z Clam-Gallasu 1771–1838          | Kristián Kryštof z Clam-Gallasu 1771–1838 | Kristián Kryštof z Clam-Gallasu 1771–1838 | Kristián Kryštof z Clam-Gallasu 1771–1838 | Kristián Kryštof z Clam-Gallasu 1771–1838 |                                         |                                         | Josefína Karolína z Clary-Aldringenu 1777–1828 | Josefína Karolína z Clary-Aldringenu 1777–1828 | Josefína Karolína z Clary-Aldringenu 1777–1828   | Josefína Karolína z Clary-Aldringenu 1777–1828   | Josefína Karolína z Clary-Aldringenu 1777–1828   | Josefína Karolína z Clary-Aldringenu 1777–1828   |                                                  |                                                  |                                |                                |                                |                                |                                |                                |  |  |                                              |                                              |                                              |                                              |                                              |                                              |  |  |
|                                         |                                         | Marie Aloisie z Clam-Gallasu 1774–1831  | Marie Aloisie z Clam-Gallasu 1774–1831  | Marie Aloisie z Clam-Gallasu 1774–1831  | Marie Aloisie z Clam-Gallasu 1774–1831  | Marie Aloisie z Clam-Gallasu 1774–1831 | Marie Aloisie z Clam-Gallasu 1774–1831 |                                       |                                       | Vincenc z Auerspergu 1763–1833          | Vincenc z Auerspergu 1763–1833          | Vincenc z Auerspergu 1763–1833              | Vincenc z Auerspergu 1763–1833              | Vincenc z Auerspergu 1763–1833              | Vincenc z Auerspergu 1763–1833              |                                             |                                             | Fridrich Kryštof z Clam-Gallasu 1775–1832 | Fridrich Kryštof z Clam-Gallasu 1775–1832 | Fridrich Kryštof z Clam-Gallasu 1775–1832 | Fridrich Kryštof z Clam-Gallasu 1775–1832 | Fridrich Kryštof z Clam-Gallasu 1775–1832          | Fridrich Kryštof z Clam-Gallasu 1775–1832          |                                                    |                                                    | Kristián Kryštof z Clam-Gallasu 1771–1838          | Kristián Kryštof z Clam-Gallasu 1771–1838          | Kristián Kryštof z Clam-Gallasu 1771–1838 | Kristián Kryštof z Clam-Gallasu 1771–1838 | Kristián Kryštof z Clam-Gallasu 1771–1838 | Kristián Kryštof z Clam-Gallasu 1771–1838 |                                         |                                         | Josefína Karolína z Clary-Aldringenu 1777–1828 | Josefína Karolína z Clary-Aldringenu 1777–1828 | Josefína Karolína z Clary-Aldringenu 1777–1828   | Josefína Karolína z Clary-Aldringenu 1777–1828   | Josefína Karolína z Clary-Aldringenu 1777–1828   | Josefína Karolína z Clary-Aldringenu 1777–1828   |                                                  |                                                  |                                |                                |                                |                                |                                |                                |  |  |                                              |                                              |                                              |                                              |                                              |                                              |  |  |